# Павловский (Нехаевский район)
Павловский — хутор в Нехаевском районе Волгоградской области России, в составе Нехаевского сельского поселения .
Население - 444 (2021).

## История
Хутор Павлов входил в юрт станицы Бурацкой Хопёрского округа Земли Войска Донского (с 1870 — Область Войска Донского). В 1859 году на хуторе проживало 75 душ мужского и 71 женского пола. Согласно переписи 1873 года на хуторе проживали уже 168 мужчин и 205 женщины, в хозяйствах жителей насчитывалось 194 лошади, 119 пар волов, 368 голов прочего рогатого скота и 923 головы овцы. Согласно переписи населения 1897 года на хуторе проживали 236 мужчин и 256 женщин. Большинство населения было неграмотным: грамотных мужчин — 76 (32 %), женщин — 7 (2,7 %).
Согласно алфавитному списку населённых мест Области Войска Донского 1915 года на хуторе имелись хуторское правление, приходское училище, земельный надел хутора составлял 2308 десятин, проживало 324 мужчины и 328 женщин.
С 1928 года — в составе Нехаевского района Хопёрского округа (упразднён в 1930 году) Нижне-Волжского края (с 1934 года — Сталинградского края). 

## География
Хутор расположен в пределах Калачской возвышенности, относящейся к Восточно-Европейской равнине, на реке Тишанка, являющейся правым притоком реки Хопёр, на высоте около 90 метров над уровнем моря. Рельеф местности - холмисто-равнинный. На северо-западе граничит со станицей Нехаевской. Почвы - чернозёмы обыкновенные
По автомобильным дорогам расстояние до областного центра города Волгограда - 360 км
Климат
Климат умеренный континентальный (согласно классификации климатов Кёппена - Dfb). Среднегодовая температура воздуха положительная и составляет + 7,1 °C. Средняя температура самого холодного января -8,9 °С, самого жаркого месяца июля +21,6 °С. Расчётная многолетняя норма осадков - 478 мм. Наименьшее количество осадков выпадает в феврале (норма осадков - 27 мм), наибольшее количество - в июне (51 мм).
Часовой пояс
Павловский, как и вся Волгоградская область, находится в часовой зоне МСК (московское время). Смещение применяемого времени относительно UTC составляет +3:00.

## Население
Динамика численности населения
| 1859 | 1873 | 1897 | 1915 | 1989 | 2002 |
| ---- | ---- | ---- | ---- | ---- | ---- |
| 146  | 373  | 492  | 652  | ≈770 | 321  |

| 2010 | 2021 |
| ---- | ---- |
| 294  | ↗444 |